# Jaquot-Jeanpierre
Pour les articles homonymes, voir Jeanpierre.
La maison Jaquot-Jeanpierre (puis Jacquot-Lavergne) fut la plus grande entreprise vosgienne de facture d’orgue au XIXe siècle et eut des prolongements jusqu’à nos jours avec la manufacture vosgienne de grandes-orgues de Rambervillers, ville qui fut, presque depuis le début, le berceau de cette entreprise familiale.

## Personnalités
Jean-Nicolas Jeanpierre, troisième du prénom, est le fondateur de la manufacture de Rambervillers en 1853 après quelques années à Nompatelize. Il est né à Ventron le 25 mars 1811, fils d’un horloger et facteur d'orgue prénommé Jean-Baptiste. Mais son père meurt jeune alors qu’il n’a lui-même que 11 ans, et c’est donc en autodidacte qu’il apprend son métier. Passionné par la facture d'orgue, il invente divers instruments comme l'Organon, vers 1830, un protopype du futur harmonium. N'ayant pas déposé de brevet, l'invention fut reprise par Debain qui revendiqua l'invention ; Cavaillé Coll, à Paris, avait les mêmes préoccupations en concevant son poïkilorgue. Il réalise également le Métroton, appareil destiné à accorder les orgues selon le tempérament égal, ainsi qu'un compas destiné à mesurer les feuilles de métal. Son entreprise prenant de l’essor, il s’associe avec son gendre Nicolas-Théodore Jaquot sous la raison sociale « Jaquot-Jeanpierre » en 1863. À la tête de son entreprise jusqu’en 1871, il décède à Rambervillers le 1er octobre 1873, à l’âge de 62 ans.
Nicolas-Théodore Jaquot, fils de menuisier, nait le 13 juin 1835 à Lunéville. Il part à Paris parfaire sa formation chez Joseph Merklin puis, comme contremaître, chez l’abbé Migne pour lequel il monte l’orgue de l'église Notre-Dame de Bar-le-Duc en 1860. Rentré en Lorraine, il épouse une des filles de Jean-Nicolas Jeanpierre et devient l’associé de son beau-père en 1863. Il prend peu à peu la direction de la société et en 1879 s’associe avec un de ses collaborateurs Charles Didier sous la raison sociale « Jaquot-Jeanpierre & Cie » qui devient très florissante. En 1894 Charles Didier le quitte pour fonder son propre atelier à Nancy sous le nom de Charles Didier-Van Caster (nom de son épouse). Nicolas s’associe alors avec son fils Ernest-Théodore au sein d’une nouvelle société : « Jaquot-Jeanpierre & Fils » dissoute en 1918 en raison du décès de Nicolas-Théodore le 17 octobre.
Ernest-Théodore Jaquot (15 janvier 1876 – 7 février 1945) fonde alors une nouvelle société sous le nom « Th. Jaquot Fils, Successeur » puis, en 1928, y associe son fils Pierre sous la raison sociale « Th. Jacquot & Fils », le patronyme gagnant un C pour l’occasion.
Pierre Jacquot (22 avril 1901 – 7 novembre 1981) et son père Ernest-Théodore s’associent en mai 1936, sous le nom de Jacquot-Lavergne, avec un employé de Cavaillé-Coll-Convers, engagé en 1931 pour s’occuper des orgues à transmission électrique, René Lavergne (8 juillet 1900 - 16 mars 1975). Celui-ci, après le décès d’Ernest-Théodore, dépossède peu à peu Pierre de la direction de l’établissement, lequel après sa rentrée de captivité en 1945 n'occupera plus qu'une position subalterne au sein de l'entreprise. 
À la suite de soucis de gestion, René Lavergne vend l’affaire en mai 1962 à la maison Danion-Gonzalez qui transfère son atelier parisien à Rambervillers. Georges Danion, ayant ouvert une nouvelle manufacture à Lodève, cède  en 1988 à Bernard Dargassies l’entreprise qui devient la Manufacture de Grandes Orgues Dargassies-Gonzalez, puis dix ans plus tard Manufacture vosgienne de grandes orgues, à la faveur du rachat par Gilbert Claudel, Dargassies restant directeur technique.
Depuis mars 2007, Yann Michel et Sylviane Rochotte assurent les fonctions de gestionnaire de la Manufacture Vosgienne de Grandes Orgues.

## Œuvres
- Rambervillers, St Libaire (1850, 1889, 1896, 1970) [1]
- Saint-Mihiel, abbatiale St Michel (1871, 1931, 1958) [2]
- Catane (IT), Cathédrale Ste Agathe (construction, 1877, 1884)
- Riposto (IT), Basilique Saint-Pierre (construction 1877)
- Souilly, St Martin, orgue de tribune (construction, 1887)
- Châlons-en-Champagne, St Loup (construction, 1890) [3]
- Tendon (Vosges), St Claude (construction, à partir de l'ancien positif de dos de St Loup, Châlons sur Marne, dû à Wetzel, 1891)[4]
- Longuyon, Ste Agathe (1927) [5]
- Verdun, St Sauveur (construction, 1931) [6]
- Verdun, cathédrale Notre-Dame, grand orgue (reconstruction, 1935 ; inauguré la même année par Marcel Dupré)
- Verdun, cathédrale Notre-Dame, orgue de chœur (construction ; système Unit)
- Le Cateau-Cambrésis, abbatiale St Martin (construction, 1936) [7]
- Strasbourg, St Étienne (construction, 1937) [8]
- Brunoy, St Médard (construction ; inauguration par Marcel Dupré en 1946) [9]
- Le Brusc (Var) orgue de tribune de l'église Saint Pierre (construction 1948)
- Marseille, orgue de tribune de l'église de La Trinité-La Palud (reconstruction, 1946-1949).
- Paris, Conservatoire National de Musique (rue de Madrid), orgue de la salle Berlioz (reconstruction, 1951)[10]
- Rouen, Cathédrale Notre-Dame, orgue de tribune (reconstruction, 1956) [11]
- Albert (Somme), Basilique Notre-Dame de Brebières (construction, 1958) [12]
- Baccarat, St Remy (construction, 1958) [13]
- Bastia, St Jean Baptiste (construction, 1958)[14]
- Lille, Conservatoire, grand auditorium (reconstruction sur une base Puget, 1959 ; transféré depuis à Le Passage d'Agen) [15]
- Haubourdin, St Maclou (construction, 1964)[16]
- Wittenheim, Ste Barbe (1965 - reconstruction en cours par Michel Gaillard) [17]

## Sources
- Orgues de Lorraine: Meuse, ASSECARM Éditions SERPENOISE 1992,  (ISBN 2-87692-127-8)
- Orgues de lorraine: Vosges, ASSECARM Éditions SERPENOISE 1991.
- Facteur d'orgue des Vosges